# Rete Versilia News
Rete Versilia News emittente televisiva fondata nel febbraio 2000, con sede a Viareggio, la cui programmazione si rivolge in special modo all'area della Versilia.

## Storia

### Televersilia
Televersilia nasce giuridicamente nel marzo 1973 su iniziativa di alcuni appassionati che riuniscono le proprie forze per far nascere un canale televisivo via cavo a Viareggio (Silvio Micheli, Luca Lazzeri e l'avvocato Puccinelli). L'emittente, però, non è ancora nata ufficialmente: nell'agosto 1974 hanno inizio le prove tecniche di trasmissione e solo nel novembre 1975 ha inizio la programmazione vera e propria.
Televersilia nasce via etere negli studi di via Etruria ma, nel 1976, si trasferisce sul lungomare, in Viale Manin; trasmette dai canali UHF 39 e 69. Primo direttore è Renato Baccei e, tra i primi collaboratori, vi sono il poeta Egisto Malfatti, lo storico Francesco Bergamini e il giornalista Roy Lepore.
La rapida ascesa di Televersilia, tuttavia, si conclude nel 1980 a causa di un fallimento.

### Canale 39
Dalle ceneri di Televersilia nasce, nel 1980, Canale 39. L'emittente irradia i suoi programmi dal canale UHF 39 e ha la sua sede in Via Buonarroti, 40; primo direttore è Letizia Serafino. La rete conosce un sempre maggiore successo, direttore diventa Paolo Tambini, il quale fa un accordo con il circuito Modulo '81 della Manzoni & C., che aveva programmi di alto livello, nel frattempo Canale 39 amplia la propria area di copertura irradiando su tutta la Toscana parte dell'Umbria e Liguria, lambendo a Sud la provincia di Roma, nel 1982 trasferisce i propri studi in Via dei Larici, 42, direttore diventa Roberto Bonetti.
In questo periodo l'emittente stipula un accordo con il famoso locale BussolaDomani di Sergio Bernardini.
Il 2 aprile del 1985 Canale 39 viene rilevato da Mauro Ballini, nell'accordo era prevista la cessione di tutte le attività e frequenze, amministratore della società diventa Paolo Balestri. Poco dopo, viene anche scorporato dalla rete il canale UHF 44 doppione del canale UHF 39 da monte Meto e acquisito il canale UHF 66 da monte Serra, per costruire una nuova rete che si specializza in televendite (39 Shopping).
In seguito, Canale 39 ripete il segnale splittato per la fascia costiera tirrenica di Tele Libera Firenze mantenendo comunque alcuni programmi locali, fra cui il carnevale di Viareggio, la Viareggio Bastia Viareggio, il basket di Serie A ALLIBERT di Livorno. Tele Libera Firenze, a sua volta, nell'agosto 1988 viene ceduta a EuropaTV (gruppo Fininvest) per ripetere TeleCapodistria, ed in seguito TELE+.

### Rete Versilia News
Nel febbraio 2000 apre una nuova emittente denominata Rete Versilia News, rilevando l'emittente umbra Telereporter, per iniziativa della Misericordia di Viareggio presieduta da Roberto Monciatti. L'emittente ha sede in Via Cavallotti 70, prima Mario Pellegrini e poi Massimo Mazzolini ne assumono la direzione.
Rete Versilia News è affiliata all'Associazione Co.Ra.LLO. (Consorzio Radio Televisioni Libere Locali): un'associazione di ispirazione cattolica, che raccoglie 220 emittenti radio e 70 televisive su tutto il territorio nazionale. Ciò le permette di usufruire di alcuni programmi trasmessi via satellite da TV2000.
Successivamente, dal novembre 2007 all'ottobre 2009, anche Canale 39 riprende le trasmissioni; dopo una breve pausa, nel gennaio 2010 viene rilevata dalla Misericordia, e attiva una redazione anche a Lucca. Nel novembre 2011 con l'avvento del DTT ottiene una licenza di operatore di rete e di fornitore di contenuti. Il MUX di Canale 39 trasportava fino al 30 maggio 2012, Teleriviera, Rete Versilia News, Rete Versilia News 2, Rete Versilia News 3, Canale 39 Versilia, Canale 39 Lucca e DìLucca.
Canale 39 cesserà definitivamente le trasmissioni come fornitore di contenuti il 30 maggio 2012, ma continua ad essere attivo come operatore di rete.
Rete Versilia News per raggiungere il proprio pubblico attualmente utilizza i MUX di Canale 39 e NoiTv per coprire la Versilia, Lucca, e anche in parte le province limitrofe come Massa Carrara, Pisa, Livorno e Pistoia.
Infatti un accordo di interscambio fra operatori di rete, Canale 39 e NoiTv, ha permesso di ampliare notevolmente l'area di copertura che non era raggiungibile da ognuno dei due operatori separatamente. Da gennaio 2013 anche Teleriviera riprende le trasmissioni dopo una lunga sospensione causata dalle interferenze con Antenna 3 di Massa.
I canali prodotti attualmente sono:
- RETEVERSILIAnews - visibile sull'lcn 85
- RETEVERSILIAnews2 - trasmette le repliche del meglio di RETEVERSILIAnews ed è visibile sull'lcn 213
- RETEVERSILIAnews+3 - trasmette le repliche del meglio di RETEVERSILIAnews con 3 ore di ritardo ed è visibile sull'lcn 627

### Programmi di informazione
- Rassegna stampa
- Tg Versilia

### Programmi sportivi
- Bar Sport
- Centro Pista
- Versilia in Campo
- Terzo Tempo

### Programmi di approfondimento
- Carte in Tavola
- Versilia in Festa
- Ipse Dixit
- Il Personaggio
- Tra le Righe
- Sfogliando la mente

Nel luglio 2015 NoiTv acquista Rete Versilia News dal tribunale di Lucca dopo essere andata all'asta salvando quindi un marchio storico e dando continuità alle produzioni dell'emittente versiliese che nell'anno precedente si erano ridotte alla sola informazione del TG.
Le redazioni di NoiTv e Rete Versilia News lavorano in sinergia scambiandosi parte dei contenuti e delle produzioni realizzate. Tutte le sere alle ore 19:00 il TG Versilia News va in onda anche su NoiTv che trasmette sull'lcn 10 del digitale terrestre nelle province di Lucca, Pisa, Livorno, Massa Carrara e Pistoia. Le edizioni serali del TG Versilia News vanno in onda su Rete Versilia News alle ore 18:25, 19:25, 20:25, 23:25, 00:25 e nell'edizione pomeridiana alle 12:25 e 13:25.
Nella stagione 2016/2017 Rete Versilia News in accordo con la società CGC Viareggio trasmette in esclusiva in diretta le partite di hockey giocate in trasferta e in differita quelle giocate al palazzetto dello sport di Viareggio. Roy Lepore tutti i lunedì alle 21:00 conduce in diretta Centropista con ospiti in studio, immagini ed interventi social da parte dei tifosi che seguono da casa la trasmissione. Roy Lepore conduce inoltre tutti i lunedì alle 22:00 ed i mercoledì alle 21:00 Bar Sport, trasmissione sportiva con ospiti in studio e riflessi filmati da tutti i campi sportivi della Versilia.
Massimo Mazzolini e Federico Conti si alternano nella conduzione della trasmissione pomeridiana Diretta Versilia in onda dal lunedì al venerdì alle 14:00 con servizi di approfondimento, collegamenti in diretta ed ospiti in studio.
Ogni giovedì sera alle 21:00 Federico Conti conduce Botta e Risposta affrontando i temi caldi dell'informazione locale viareggina e versiliese con ospiti in studio che interagiscono alle domande che i telespettatori inviano via sms e whatsapp.
Il TG Versilia News si arricchisce di una trasmissione di approfondimento denominata TG Versilia Extra in onda tutti i venerdì sera alle 21:00.
Dall'inizio della stagione televisiva 2016/17 ogni produzione realizzata in diretta viene trasmessa in contemporanea sulla pagina Facebook di Rete Versilia News e tutte le produzioni sono disponibili sul canale YouTube dell'emittente.
Sull'lcn 213 visibile in tutta la provincia di Lucca, Rete Versilia News ripropone un palinsesto time-shift posticipato di 3 ore, il canale si chiama Rete Versilia News +3. Il programma è trasmesso in mpeg4 e quindi risulta visibile solo agli utenti in possesso di un televisore in grado di ricevere le trasmissioni in standard HD.
Ad ottobre 2017 le produzioni di Rete Versilia News si spostano dal canale 85 al canale 10 del digitale terrestre, nasce così Noitv Versilia, una versione splittata dell'emittente con sede a Lucca che per 6 ore al giorno (dalle 7 alle 8 e dalle 19 alle 24) trasmette dal mux di Venti di Pedona (21 UHF) una programmazione dedicata a Viareggio ed alla Versilia con la stessa veste grafica dell'emittente principale ma con la variante rossa e la scritta Versilia inglobata nel logo di stazione.
Da quel momento Rete Versilia News (rimasta accesa sul canale 85) diventa un canale "vetrina" che replica a ciclo continuo tutte le produzioni che vanno in onda quotidianamente sul canale 10 di Noitv Versilia.
A settembre 2018 nasce sul canale 510 del digitale terrestre Noitv HD il canale in alta definizione dell'emittente lucchese che trasmette in formato "1920x1080 25i". Anche la versione split di Noitv Versilia si dota del canale in alta definizione sul canale 510, iniziano così le trasmissioni di Noitv Versilia HD.
Da gennaio 2020 su Rete Versilia News scorre in basso il "news-ticket" con le stesse informazioni che scorrono nelle fasce dello split di Noitv Versilia.
Il primo marzo del 2020 la redazione di Noitv Versilia si trasferisce dai locali dell'ex Rete Versilia News in via Felice Cavallotti 70 alla centrale corso Garibaldi 44. Viene così inaugurata la nuova sede di proprietà con redazione al piano terra e studio televisivo con regia al primo piano. Come la sede centrale di Noitv a Lucca, anche la sede di Viareggio viene allestita con apparecchiature in grado di produrre in 4K anche se al momento la scelta è di produrre in full HD. Da settembre 2020 Noitv è visibile in streaming in alta definizione sulla piattaforma YouTube.
Il 31 maggio 2022, in concomitanza con il passaggio delle principali emittenti televisive toscane nel mux di Eitowers sul ch. 41, ReteVersilia News termina definitivamente le trasmissioni. Una storia durata 22 anni che nei primi 15 ha fatto molto parlare di sé per i tanti eventi trasmessi in diretta, approfonditamenti e tg quotidiani.